# Kostel svatého Prokopa (Semčice)
Římskokatolický filiální kostel svatého Prokopa v Semčicích je barokní sakrální stavba stojící na hřbitově. Od roku 1967 je kostel chráněn jako kulturní památka.

## Historie

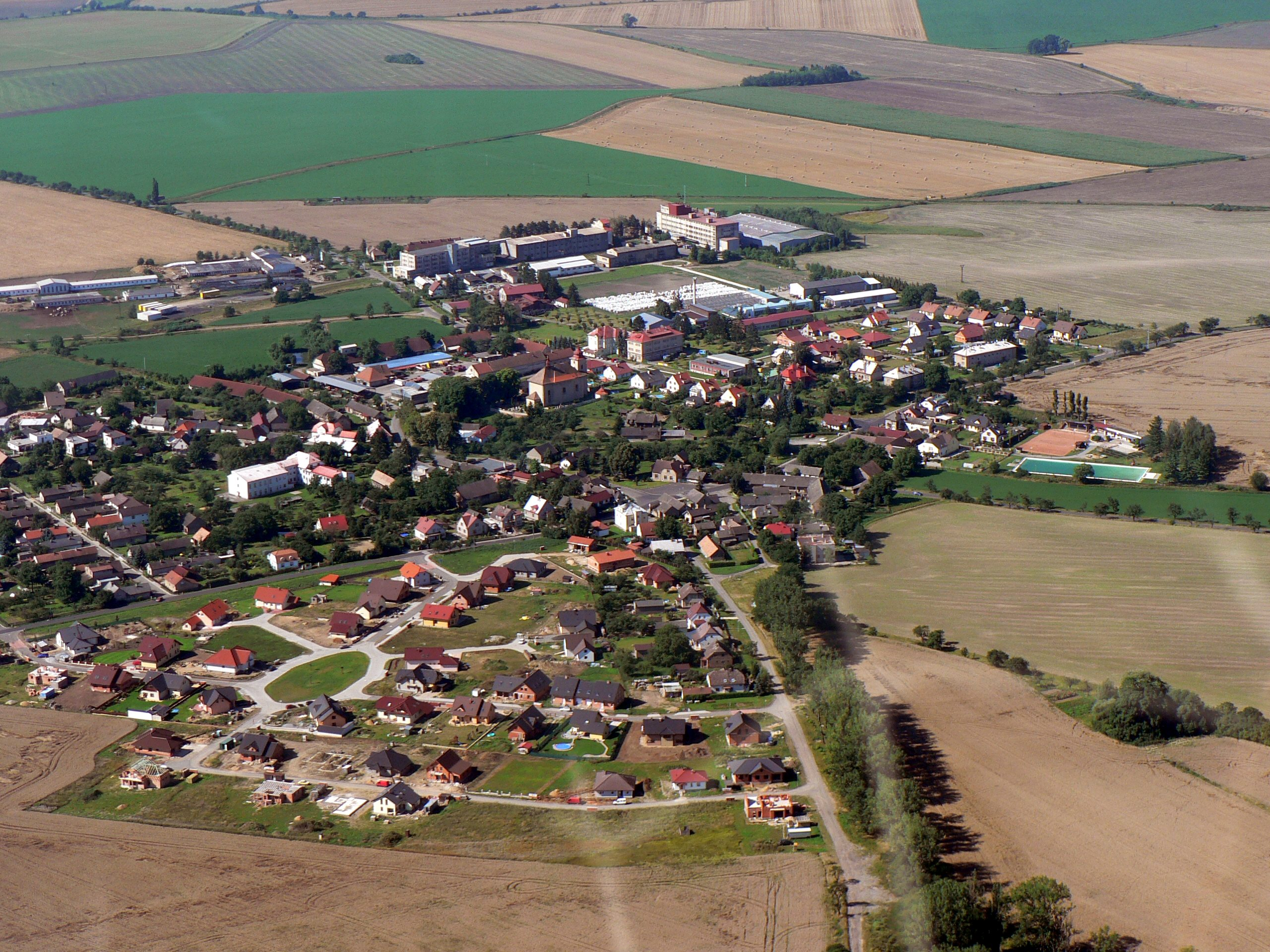
Letecký pohled na Semčice s kostelem uprostřed obce

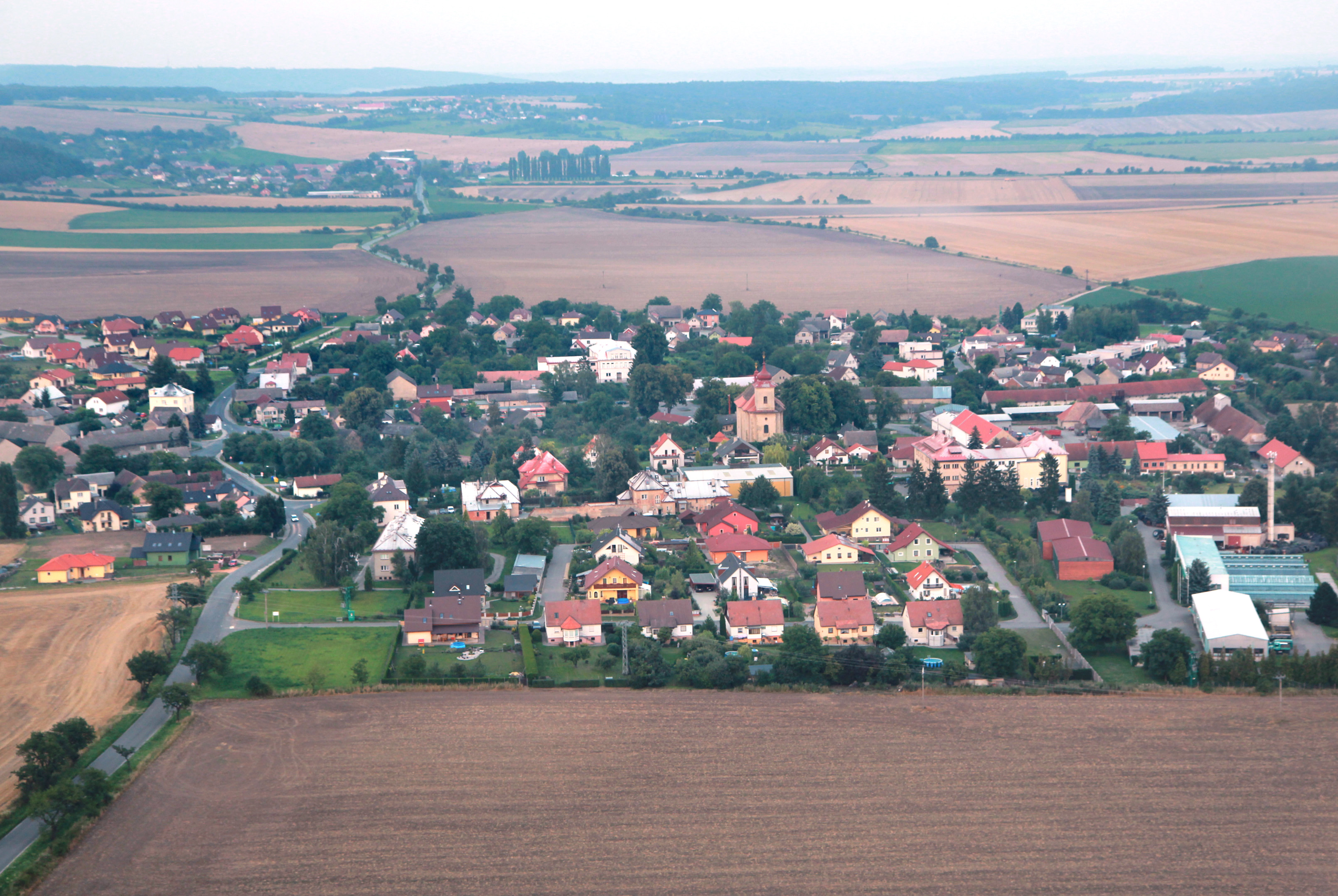
Letecký pohled na průčelí semčického kostela

Kostel byl postaven v letech 1749–1755 podle plánu Františka Ignáce Préea polírem J. Gillychem z Loučeně na místě předchozího gotického kostela ze 14. století. V roce 2006 proběhla rekonstrukce kostela.

## Architektura
Kostel je sálový s bočními mocnými rizality. Ve východní části se nachází presbytář, v západní je kruchta s nadstavěnou hranolovou věží. Kostel má lizénové rámce.
Uvnitř je valená klenba sbíhající na ploché pilastry.

## Zařízení
Zařízení pochází z období výstavby kostela. Hlavní oltář je sloupový, portálový. Pochází z roku 1763 od truhláře P. Vyšohlída. Je na něm obraz od Františka Barbieriho a plastiky Nejsvětější Trojice a dvou církevních otců. Plastiky jsou dílem M. a J. Jelínků z Kosmonos. Další dva církevní otcové od tých autorů jsou v nikách triumfálního oblouku. Od J. Jelínka pochází i plastická výzdoba kazatelny z roku 1755. Truhlářsky kazatelnu zhotovil opět P. Vyšohlíd podle návrhu Fr. I. Préea. Od P. Vyšohlída je i zábradlí presbytáře a kostelní lavice z roku 1764. Mramorová kropenka je rokoková a pochází z roku 1761. Sochy sv. Norberta a sv. Blažeje jsou dílem pocházejícím z Jelínkovy dílny.

## Zvony
V roce 1763 byly ulity zvony. Roku 1811 udeřil do věže blesk a poškozené zvony byly v roce 1849 znovu přelity.